# رومینا هولتز
رومینا هولتز (انگلیسی: Romina Holz؛ زادهٔ ۲۸ ژانویهٔ ۱۹۸۸) بازیکن فوتبال اهل آلمان است.